# Santa Ana (Misiones)
Santa Ana é uma cidade argentina da província de Misiones, capital do departamento de Candelaria.
Localiza-se à latitude 27° 21' S e à longitude de 55° 36' W, na intersecção das vias Ruta Nacional 12 e Provincial 103, nas margens do rio Paraná. Conta com uma população de 5 092 habitantes.
A cidade contou com um movimentado porto fluvial, beneficiando da profundidade das águas do rio Paraná naquele troço, o que permite a navegação de embarcações de médio calado. Contudo, a sua actividade reduz-se hoje à extracção de areia, sendo o principal ponto de abastecimento deste inerte para toda a província.
A escassos 2 000 metros da entrada da localidade localizam-se as Ruínas Jesuíticas de Nuestra Señora de Santa Ana, que foram declaradas Património Mundial da Humanidade pela UNESCO no ano de 1984.